# Interacción de canje

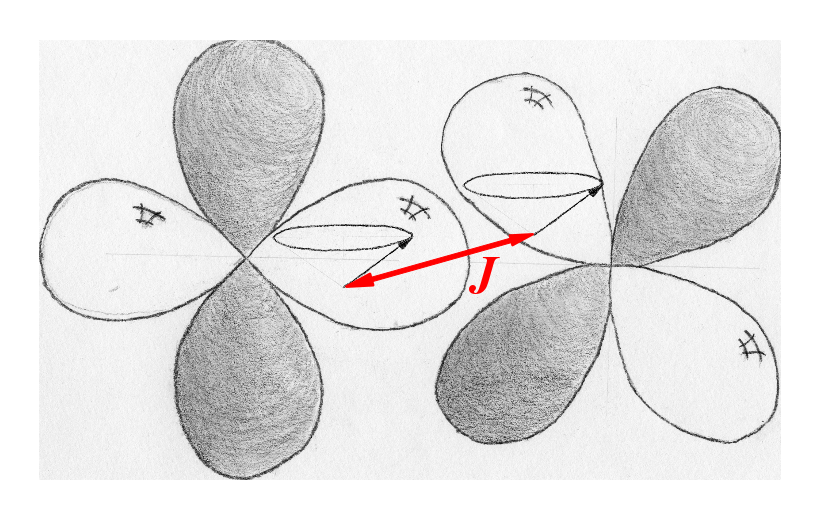
Dos orbitales d de iones metálicos vecinos: la interacción de canje J se produce entre dos electrones con el mismo número cuántico de espín M_{s}, e impide que se acerquen demasiado.

La interacción de canje magnético (del inglés magnetic exchange, o interacción de intercambio magnético) es un efecto descrito por la mecánica cuántica que ocurre entre electrones desapareados del mismo o diferentes átomos o iones, cuando solapan sus funciones de onda, esto es, cuando están relativamente próximos. De forma simplificada, la energía de dos electrones, cuando están muy cercanos, depende de la simetría de sus orbitales, es decir, de su distribución en el espacio, y por tanto de la orientación relativa de sus espines, sus momentos angulares intrínsecos. Esta interacción es una manifestación del principio de exclusión de Pauli, que tiene un efecto notable en química y por tanto en la vida cotidiana, puesto que está relacionado con la repulsión a corto alcance entre átomos o moléculas, y que impide que la materia colapse. También tiene una importancia fundamental en magnetismo, pues, al alterar la energía de los estados dependiendo de la disposición de los espines electrónicos, es uno de los procesos principales por el que los momentos magnéticos se alinean entre sí. De esta forma, está en la base de buena parte de los fenómenos magnéticos, tanto los de interés académico como los de importancia industrial y social.
El fenómeno y sus efectos principales ya fueron descritos en el marco de la mecánica cuántica en 1926, pero en las décadas siguientes se sucedieron los diferentes modelos para describir fenómenos similares o relacionados, o el mismo fenómeno en contextos particulares. En magnetismo, se usan intercambiablemente los términos canje y canje magnético en diferentes contextos y con diferentes acepciones relacionados con esta interacción. Se denomina canje, por ejemplo, al parámetro del hamiltoniano efectivo que describe a la interacción de canje, y que es proporcional a la diferencia de energía entre estados con diferente momento magnético. A veces se emplea en contraposición a supercanje, para indicar que la interacción tiene lugar por solapamiento directo entre los orbitales magnéticos, y no es mediado por un puente diamagnético. Con mayor o menor propiedad, se usan términos derivados en diferentes modelos físicos que también describen la separación energética de estados de diferente momento magnético. 
En este artículo se da una introducción histórica a algunos de los principales conceptos relacionados con el canje magnético. Primero, se da una definición cuantitativa de la variable más directamente relacionada con esta interacción: la llamada integral o energía de canje. Partiendo de esa base, se presentan las principales herramientas teóricas para describir al canje magnético en su forma más sencilla: los hamiltonianos de Ising, de Heisenberg, y el modelo XY. A continuación, se presentan algunos modelos para procesos relacionados con el canje, más sofisticados o más complejos, y en general también de más largo alcance. Finalmente, se mencionan el modelo de Hubbard y la teoría del funcional de la densidad, y se expone su relación con la interacción de canje.

## Integral o energía de canje

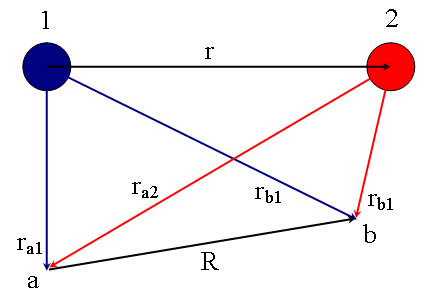
El canje o intercambio se produce entre dos electrones 1 y 2, ligados a los núcleos a y b.

Los efectos de la interacción de canje fueron descubiertos independientemente por los físicos Werner Heisenberg y Paul Dirac en 1926; la interacción de canje también está íntimamente relacionada con el del principio de exclusión de Pauli, enunciado en 1925. Surge de forma natural al considerar la indistinguibilidad de algunas partículas en la mecánica cuántica: mientras que en mecánica clásica las partículas son distinguibles y se describen con la estadística de Maxwell-Boltzmann, en el contexto de la mecánica cuántica no existe un procedimiento físico para distinguirlas o decir si una partícula observada en un instante es la misma que otra observada en un instante posterior. Esta circunstancia hace que el tratamiento cuántico adecuado de las partículas idénticas requiera estadística de Bose-Einstein, si las partículas idénticas son bosones o la de Fermi-Dirac, si son fermiones. En este contexto, el canje o intercambio entre dos electrones con posiciones {\displaystyle {\vec {r}}_{1},{\vec {r}}_{2}} y espines s1,s2 o, en general, entre dos fermiones, conlleva un cambio de signo de la función de ondas Ψ que define matemáticamente al sistema:

{\displaystyle \psi ({\vec {r}}_{2},s_{2};{\vec {r}}_{1},s_{1})=-\psi ({\vec {r}}_{1},s_{1};{\vec {r}}_{2},s_{2})}

En este aspecto, los fermiones contrastan con los bosones, para los que el intercambio entre dos partículas mantiene la función de onda idéntica. Hay que tener en cuenta que todas las propiedades observables dependen del cuadrado de la función de onda. El intercambio de dos partículas idénticas, sean bosones o fermiones, no cambia el valor absoluto de la función de onda, y por tanto no cambia ninguna propiedad física.
La diferencia básica entre bosones y fermiones es que los primeros pueden agruparse en el mismo estado y posición en un número cualquiera de ellos, como ocurre con los fotones en un láser. Por otro lado, los fermiones idénticos no pueden estar en la misma posición y en el mismo estado. Los tres electrones de un átomo de litio en su estado de mínima energía no pueden estar en el orbital 1s y con espín arriba, pese a que este sea el orbital más estable: tendrá dos electrones 1s, uno con espín arriba y otro con espín abajo, y un electrón 2s.
La interacción de canje no tiene análogo clásico, y altera el valor esperado de la energía de los estados según su simetría espacial, lo cual se traduce en diferente simetría de espín y diferente valor esperado del momento magnético. La energía de canje denotada J12, que se produce por la repulsión de Coulomb entre dos electrones 1 y 2, que pueden ser descritos por las funciones de ondas ϕA y ϕB, y que tienen el mismo número cuántico de espín viene dada, en la notación bra-ket de Dirac:

{\displaystyle \langle J_{12}\rangle =\left\langle \phi _{A}^{(1)}\phi _{B}^{(2)}\left|{\frac {e^{2}}{r_{12}}}\right|\phi _{A}^{(2)}\phi _{B}^{(1)}\right\rangle }

, donde e es la carga elemental y r12 es el valor esperado de la distancia entre los electrones. A veces se la llama integral de canje porque también puede expresarse como una integral a todo el espacio de tipo:
{\displaystyle J_{12}=\int \phi _{A}^{*}(r_{1})\phi _{B}^{*}(r_{2})V_{I}(r_{1},r_{2})\phi _{B}(r_{1})\phi _{A}(r_{2})\,dr_{1}\,dr_{2}.}
Donde {\displaystyle \scriptstyle \{r_{1},\,r_{2}\}} representan a las tres coordenadas espaciales de cada electrón {\displaystyle \scriptstyle \{x_{1},\,y_{1},\,z_{1},\,x_{2},\,y_{2},\,z_{2}\}}, ϕ* es la función compleja conjugada de ϕ y la interacción {\displaystyle \scriptstyle V_{I}(r_{1},r_{2})} puede tener la forma {\displaystyle \scriptstyle e^{2}/r_{12}}. Esta integral estabiliza el triplete de espín, de acuerdo con la regla de Hund. 
Esta interacción es parte de la correlación electrónica, y está relacionada con lo que se conoce como hueco de Fermi: la tendencia de un electrón de un número cuántico de espín a no situarse en el mismo punto del espacio que otro electrón con el mismo número cuántico de espín; en oposición a dos bosones, que tienden a estar más cerca de lo que estarían si fueran partículas distinguibles. Si se calcula el valor esperado de la distancia entre dos partículas en un estado simétrico o antisimétrico, se puede ver el efecto de la interacción de canje. Así, esta interacción es responsable del sumando repulsivo en el potencial de Lennard-Jones, o, en términos químicos, del efecto estérico: lo que hace que dos átomos «choquen» entre sí en vez de interpenetrarse libremente. Dyson y Lenard mostraron que, sin la participación de este efecto, la atracción entre núcleos y electrones se impondría sobre las repulsiones núcleo-núcleo y electrón-electrón, lo que tendría como consecuencia el colapso de la materia.
Conviene insistir en que esta interacción no es de naturaleza magnética, sino eléctrica. Sin embargo, como se desarrolla en el resto de este artículo, algunos de sus efectos más notables sí son magnéticos, y es por ese motivo que se le llama, con cierta impropiedad, canje magnético. Más aún, como se explica más abajo, se llega a llamar por analogía «canje dipolar» o «canje a través del espacio» a lo que no es sino una interacción magnética dipolar.

## Hamiltonianos de canje directo
En mecánica cuántica, cada propiedad física observable se corresponde matemáticamente con un operador autoadjunto definido sobre el espacio de Hilbert que se usa para representar los estados físicos del sistema. En el caso de la energía, ese operador es el hamiltoniano. Cuando la dinámica interna de un proceso no se conoce bien, o cuando es demasiado compleja como para tratarla explícitamente, es muy habitual el uso de hamiltonianos modelo aproximados, que se basan en una mecánica ficticia y simplificada para reproducir los valores de interés. En este contexto, hay tres hamiltonianos modelo claramente diferenciados para racionalizar los efectos del canje directo, que son más o menos apropiados para diferentes tipos de sistemas y que se exponen a continuación en el orden histórico en que fueron propuestos. 

### Hamiltoniano de Ising
El Hamiltoniano de Ising nació como modelo matemático para explicar el ferromagnetismo a partir de la mecánica estadística. Fue planteado como problema por parte de Wilhelm Lenz a su alumno Ernst Ising, quien lo resolvió en 1925 para el caso de una dimensión; en este caso concreto no se encuentra transición a la fase ferromagnética desde la fase paramagnética. Es destacable que aunque posteriormente se haya adoptado como un hamiltoniano modelo sencillo para reproducir el efecto de la interacción de canje bajo determinadas condiciones, el primer modelo de Ising fue solucionado un año antes del descubrimiento de la interacción de canje como efecto mecanocuántico.
El Hamiltoniano de Ising se basa en la reducción de los posibles valores del espín a dos únicas proyecciones sz sobre el eje z de valores {+1,-1}:

{\displaystyle s_{i}^{z}=\pm 1}

y por tanto la energía del sistema se define por efecto Zeeman del campo magnético externo Hz sobre esas proyecciones sz, más una interacción Jij entre estas. Por su origen como modelo de mecánica estadística, generalmente se plantea para un conjunto de espines:

{\displaystyle {\hat {H}}=-\sum _{ij}J_{ij}s_{i}^{z}s_{j}^{z}-H_{z}\sum _{i=1}^{N}s_{i}^{z}}

En términos prácticos, tiene sentido considerarlo por ejemplo cuando el desdoblamiento a campo nulo del sistema es tal que, por debajo de cierta temperatura, la interacción ocurre solo entre las proyecciones sobre el eje z del espín; en otras palabras, si el espín reside fundamentalmente en un eje, habitualmente vale la pena simplificar los cálculos considerando solo ese eje.
Las siguientes animaciones dinámicas muestran los resultados del modelo de Ising en dos dimensiones para diferentes relaciones entre el canje magnético y la temperatura, de forma que según se esté o no a temperaturas por debajo del punto crítico se llega o no a la formación de dominios magnéticos. Se ve cómo a temperaturas por debajo del punto crítico el sistema se ordena en dominios magnéticos bien diferenciados, que se representan en los diagramas zonas de diferentes colores. En el punto crítico entre el ferromagnetismo y el paramagnetismo, se empieza a ver esta aparición de dominios, pero no llegan a consolidarse.

(A) En el punto crítico.
(B) Por debajo del punto crítico.

### Hamiltoniano de Heisenberg
El Hamiltoniano de Heisenberg o de Heisenberg-Dirac-van-Vleck es un hamiltoniano modelo (fenomenológico) de canje magnético, propuesto en 1928 por Werner Heisenberg y Paul Dirac. Se puede ver como una generalización del modelo de Ising, donde el espín o la interacción entre espines no tiene por qué estar limitada a un eje, y se usa el operador de la magnitud total del espín {\displaystyle {\hat {S}}}. 
En cuanto al signo o el prefactor, no hay unidad entre físicos y diferentes escuelas de magnetoquímicos, pero en cualquier caso la magnitud del canje J es proporcional a la diferencia de energía entre los estados de diferente espín y su signo se corresponde con el carácter ferromagnético o antiferromagnético de la interacción.

{\displaystyle {\hat {H}}=J{\hat {S}}_{1}{\hat {S}}_{2}\quad \vee \quad {\hat {H}}=-J{\hat {S}}_{1}{\hat {S}}_{2}\quad \vee \quad {\hat {H}}=-2J{\hat {S}}_{1}{\hat {S}}_{2}}

Se muestra una representación simplificada en la figura (a), en la que vemos que, partiendo de dos estados, cada uno de ellos correspondiente a un electrón sobre un centro magnético, llegamos a dos estados, uno de ellos con los momentos magnéticos de los electrones apareados ferromagnéticamente (paralelos) y otro antiferromagnéticamente (antiparalelos).
La figura (b) da una imagen un poco más detallada, poniendo énfasis en la naturaleza fermiónica de los electrones, y expresando los estados como determinantes de Slater. Así, se ve que el estado ferromagnético es un triplete, y el antiferromagnético un singulete. El intercambio entre dos fermiones idénticos va acompañado de un cambio de signo de la función de onda, así, el triplete, que es simétrico en el espín, es antisimétrico espacialmente, y el singlete, antisimétrico en el espín, es simétrico en el espacio.
La interacción de canje magnético entre dos electrones desparejados se debe fundamentalmente a la repulsión de Coulomb entre sus cargas eléctricas, funcionando bajo las leyes de la mecánica cuántica. La contribución de la interacción magnética «directa», «dipolar» o «a través del espacio» es comparativamente muy débil, y puede ser despreciada de forma casi general (aunque en los casos de interacciones entre un gran número de espines, como es el caso de planos ferromagnéticos, con un momento magnético muy grande, la interacción «a través del espacio» toma importancia.

### Modelo XY
En años 60 se estudia el modelo XY, como caso particular del modelo de Heisenberg, complementario al modelo de Ising, en el sentido de que el hamiltoniano de Ising se puede derivar del de Heisenberg con Jx = Jy = 0 mientras que el modelo XY es el que se obtiene si Jz = 0. Se puede pensar que si el modelo de Ising describe espines con un eje de fácil imanación, el modelo XY describe espines con un plano de fácil imanación. Estos tres modelos se han denominado casos particulares de un modelo N-dimensional, donde N hace referencia a la dimensión de cada espín, no a la de la red que los contiene.

## Más allá del canje directo
Es posible encontrar fenómenos con efectos análogos a la interacción de canje tal y como se ha descrito, o bien que combinan la interacción de canje con otros procesos como la transferencia electrónica. El llamado supercanje, por ejemplo, tiene lugar a través de un intermediario, sin solapamiento directo entre los orbitales en los que reside el momento magnético. El doble canje tiene un efecto comparable al canje, también tiene lugar a través de un intermediario y solo se da en sistemas de valencia mixta, pues está mediado por electrones deslocalizados entre los dos orbitales magnéticos. El canje indirecto va un paso más allá en el mismo sentido, y consiste en la comunicación indirecta entre dos momentos magnéticos a través de un sistema intermedio de tipo conductor eléctrico. Finalmente, la interacción dipolar es un fenómeno totalmente distinto, puramente magnético, aunque tiene efectos similares a los resultantes de la interacción espín-órbita combinada con otros tipos de canje, lo que se conoce como canje anisotrópico. Para sistemas con cierta simetría, el canje anisotrópico ha de ser completado por un término llamado antisimétrico.

### Supercanje y canje bicuadrático

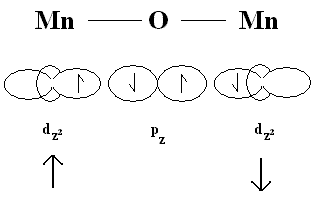
Supercanje entre dos cationes de Mn^{2+} a través de un anión de O^{2-}

Se da el nombre de supercanje (o supercanje de Kramers-Anderson) al acoplamiento magnético que ocurre entre dos átomos o iones cuyos orbitales magnéticos no solapan directamente, sino que tiene lugar a través de un puente diamagnético, como puede ser en los casos más sencillos un anión oxo (O2-), un halógeno (F-, Cl-,...) o un átomo o ion simple, como el monóxido de carbono o el cianuro. Fue propuesto por primera vez por Hendrik Kramers en 1934 cuando notó que en cristales como el óxido de manganeso (II) MnO, los iones de Mn2+ interaccionaban magnéticamente pese a estar separados por un anión de oxígeno, no magnético. Phillip Anderson refinó el modelo en 1950. Goodenough y Loeb, en 1955, hicieron énfasis en el carácter fundamentalmente covalente de esta interacción. De esta forma se racionaliza el hecho de que en la serie calcógena (MnO, MnS, MnSe) crezca la temperatura de Néel: los orbitales p de los calcógenos más pesados son más amplios y solapan mejor con los orbitales del Mn.
Se puede entender como el resultado de una polarización del espín de los electrones del puente, generalmente orbitales p doblemente ocupados, por parte de los orbitales magnéticos, generalmente de tipo d o f y parcialmente ocupados. La interacción es más o menos intensa dependiendo del tamaño del puente y de la magnitud del solapamiento entre los orbitales magnéticos y los orbitales del puente. Por el principio de exclusión de Pauli, el espín total del orbital doblemente ocupado será cero, de forma que si un lóbulo está polarizado con el espín arriba, el lóbulo opuesto tendrá polarización de espín abajo.
El signo de acoplamiento resultante es ferro- o antiferromagnético dependiendo del carácter del solapamiento y de los orbitales involucrados. En casos sencillos, como dos cationes del mismo elemento en el mismo estado de oxidación, el carácter del supercanje puede ser predicho por el ángulo catión-puente-catión: ángulos de 180 grados implican un acoplamiento antiferromagnético y ángulos de 90 grados un acoplamiento ferromagnético, con un cambio de signo a un ángulo intermedio que depende del sistema. Son ejemplos relevantes los óxidos de estructura tipo cloruro de sodio, en los que el supercanje tiene un carácter antiferromagnético. En las espinelas también tiene carácter antiferromagnético pero resulta en un ordenamiento global ferrimagnético.
En 1963, para racionalizar cuantitativamente el comportamiento de pares de iones Mn(II) insertos en una red de MgO, que tiene unas distancias de enlace algo menores, Owen y Harris introdujeron el canje bicuadrático (en contraste con el canje bilinear del hamiltoniano de Heisenberg), citando estudios previos de Anderson para justificar su aparición en sistemas con supercanje. Este canje bicuadrático j, como corrección al hamiltonioniano bilinear, tiene la forma

{\displaystyle {\hat {H}}=J\cdot {\hat {S}}_{1}{\hat {S}}_{2}+j\cdot \left({\hat {S}}_{1}{\hat {S}}_{2}\right)^{2}}

y Owen y Harris indicaron que valores de j uno o dos órdenes de magnitud inferiores a J son compatibles con la teoría de supercanje de Anderson. Un mecanismo que puede producir un efecto similar se debe a la energía magnetoelástica, relacionada con la magnetostricción: si las distancias de enlace se ven alteradas por la energía de canje, los cambios en el canje resultan en una interacción amplificada; este fenómeno toma especial relevancia al variar la temperatura.

### Doble canje

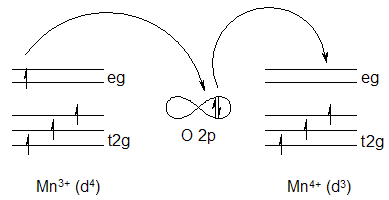
El oxígeno cede un electrón al Mn^{+4}, el Mn^{+3} restaura el electrón. Al final del proceso, un electrón ha pasado de un metal al vecino, conservando su espín, y se favorece un acoplamiento ferromagnético entre ellos.

Se conoce como doble canje a un modelo físico del canje, propuesto por Clarence Zener en 1951, y relacionado con la transferencia electrónica. Se parte de dos átomos magnéticos conectados por un tercero, y de que uno de los dos átomos magnéticos tiene un electrón extra en comparación con el otro. El modelo consiste en la compartición de dos electrones entre los tres átomos, con la particularidad de que los electrones no cambian de espín durante el canje. Por la regla de Hund, esto hace que el proceso sea más o menos probable dependiendo del alineamiento respectivo de los espines en el átomo origen y el átomo destino. Como la deslocalización del electrón ayuda a reducir la energía cinética y por tanto estabiliza el sistema, se favorece un canje ferro- o antiferromanético dependiendo del llenado de los orbitales magnéticos, como predicen las reglas de Goodenough-Kanamori.
La semejanza con el proceso de supercanje es solo aparente: el proceso de doble canje en un sistema que no es de valencia mixta, como el Mn+2 O-2 Mn+2 que se discute arriba estaría muy desfavorecido, puesto que el resultado sería un estado inestable:
Mn2+ O-2 Mn+2 {\displaystyle \quad \quad \nrightarrow \quad \quad } Mn+ O-2 Mn+3
En cambio, en sistemas de valencia mixta, el resultado del proceso tiene la misma energía que el estado original, de forma que se puede ver como un proceso de resonancia, esto es, una mezcla de estados:
Mn2+ O-2 Mn+3 {\displaystyle \quad \quad \leftrightarrow \quad \quad } Mn3+ O-2 Mn+2

### Canje indirecto o interacción RKKY
El canje indirecto, llamado también interacción RKKY o Ruderman-Kittel-Kasuya-Yosida es un mecanismo de acoplamiento de momento angular entre momentos magnéticos fijos a través de electrones deslocalizados. Ruderman y Kittel propusieron en 1954 la base de este mecanismo para explicar la anchura de las líneas de resonancia magnética nuclear en la plata metálica. Usaron la teoría de perturbaciones de segundo orden para propagar la interacción hiperfina Δkmkm de los espines nucleares {\displaystyle {\vec {I}}} con los electrones de conducción de vector de ondas km y masa efectiva m* y establecer un canje indirecto entre núcleos alejados entre sí por una distancia Rij, mediante el siguiente Hamiltoniano:

{\displaystyle H(\mathbf {R} _{ij})={\frac {{\vec {I}}_{i}\cdot {\vec {I}}_{j}}{4}}{\frac {\left|\Delta k_{m}k_{m}\right|^{2}m^{*}}{(2\pi )^{3}R_{ij}^{4}\hbar ^{2}}}\left[2k_{m}R_{ij}\cos(2k_{m}R_{ij})-\sin(2k_{m}R_{ij})\right]}

donde, naturalmente, {\displaystyle \hbar } es la constante de Planck dividida por 2 π.
En 1955 y 1956 respectivamente, Tadao Kasuya propuso la ampliación de la teoría para incluir el acoplamiento indirecto entre electrones d internos, y Kei Yosida formuló la teoría general tanto para núcleos como para electrones.

### Canje anisotrópico e interacción dipolar
La interacción de canje tal y como fue presentada en los años 20, incluidos los matices superiores, es fundamentalmente isotrópica: por su naturaleza, no puede depender de la orientación espacial de los espines. La rotación espacial de una molécula en un campo magnético de dirección fija no tendría ninguna consecuencia apreciable sobre las propiedades magnéticas que puedan deducirse de esta interacción. Con frecuencia, esto no es exacto, y ocasionalmente ni siquiera es una aproximación aceptable. En los años 50 se mostró por primera vez que esto se debe, fundamentalmente, a la interacción magnética dipolar, y al llamado canje anisotrópico.
La interacción dipolar entre momentos magnéticos cuánticos es análoga a la que se da entre momentos magnéticos clásicos, o imanes. El flujo magnético {\displaystyle {\vec {B}}} generado por un momento dipolar {\displaystyle {\vec {m}}} en la posición {\displaystyle {\vec {r}}} es en ambos casos:

{\displaystyle {\vec {B}}({\vec {r}})\,=\,{\frac {\mu _{0}}{4\pi }}\,{\frac {3{\vec {r}}({\vec {m}}\cdot {\vec {r}})-{\vec {m}}r^{2}}{r^{5}}}}

, donde {\displaystyle \mu _{0}} es la permeabilidad magnética del vacío. Evidentemente, el signo y magnitud de esta interacción depende del ángulo entre el vector {\displaystyle {\vec {r}}} que conecta a los centros magnéticos y la orientación {\displaystyle {\vec {m_{1}}}},{\displaystyle {\vec {m_{2}}}} de los mismos. Como en el caso de dos imanes de barra, la interacción será de intensidad máxima si los imanes están orientados en paralelo a la línea que los une, se anulará para cierto ángulo (aprox. 54.74°) y presentará otro máximo local cuando los imanes se orienten perpendicularmente a la línea que los une.
Esta interacción, aunque siempre está presente, es habitualmente débil. El llamado canje anisotrópico, en cambio, no siempre está presente pero cuando lo está puede llegar a ser muy intenso. No se trata, en realidad, de un tipo nuevo de canje: surge de la combinación de la interacción de canje con procesos de acoplamiento espín-órbita. La dependencia en este caso es más compleja y en general no es trivial predecirla, pero cualitativamente la consecuencia es la misma que en el caso de la interacción dipolar: la interacción entre dos momentos magnéticos depende no solo de su orientación relativa sino también de su orientación respecto a la línea que los une.
Sea cual sea su origen, si el Hamiltoniano de Heisenberg ha de tener en cuenta esta corrección de anisotropía {\displaystyle {\vec {D}}}, se puede expresar como:

{\displaystyle {\hat {H}}=-J\cdot ({\vec {S}}_{i}\cdot {\vec {S}}_{j})+{\vec {S}}_{i}\cdot {\vec {D}}\cdot {\vec {S}}_{j}}

### Canje antisimétrico
I. E. Dzialoshinski reconoció en 1958 que cuando la simetría del sistema es baja, aparece un término nuevo en el Hamiltoniano, usando el producto vectorial en lugar del escalar, de la forma:

{\displaystyle {\hat {H}}_{DM}={\vec {d}}\cdot ({\vec {S}}_{i}\times {\vec {S}}_{j})}

que complementa al Hamiltoniano de Heisenberg y al canje anisotrópico, resultando en:

{\displaystyle {\hat {H}}=-J\cdot ({\vec {S}}_{i}\cdot {\vec {S}}_{j})+{\vec {S}}_{i}\cdot {\vec {D}}\cdot {\vec {S}}_{j}+{\vec {d}}\cdot ({\vec {S}}_{i}\times {\vec {S}}_{j})}

El término {\displaystyle {\vec {d}}} se conoce como canje antisimétrico o como interacción de Dzialoshinski-Moriya. Su efecto principal es la mezcla entre estados de diferente momento magnético, como un singlete y un triplete. De esta forma, en algunos sistemas antiferromagnéticos, a causa de esta interacción el estado fundamental deja de ser enteramente diamagnético. El efecto del canje antisimétrico es el de introducir una pequeña tendencia a disponer los espines con una orientación perpendicular en vez de paralela o antiparalela, lo que se conoce como canteo de espín. En la práctica en algunos casos esto transforma un sistema antiferromagnético en lo que se conoce como un ferromagneto débil, donde las pequeñas contribuciones al momento magnético que no están bien alineadas antiferromagnéticamente se acoplan entre sí para dar un momento magnético macroscópico.

## Modelo de Hubbard y modelot-J
La coexistencia entre canje magnético y transferencia electrónica no se limita al doble canje y al canje indirecto. Hay toda una serie de sistemas que se benefician de modelos que parametrizan los dos efectos por separado pero que los tienen en cuenta simultáneamente. El modelo de Hubbard fue propuesto por J. Hubbard en 1963 como modelo de la física del estado sólido para describir el comportamiento de los electrones en sólidos de banda estrecha, y desde entonces ha sido usado para describir transiciones de fase entre sistemas aislantes y conductores. Se puede escribir, en términos de la segunda cuantización, como

{\displaystyle H_{Hub}=-t\sum _{<i,j>,\sigma }(c_{i,\sigma }^{\dagger }c_{j,\sigma }^{}+h.c.)+U\sum _{i=1}^{N}n_{i\uparrow }n_{i\downarrow }}

donde t es la transferencia electrónica, U es la energía del orbital, {\displaystyle c,c^{\dagger }} son los operadores creación y destrucción, σ es la proyección de espín, n es el operador población de un orbital, e i, j son posiciones vecinas en la red. Como es habitual, se resumen como h.c. los términos necesarios para la hermiticidad del operador.
A partir de este modelo Józef Spałek derivó en 1977 el modelo t-J, que ha sido usado para describir sistemas de alta correlación electrónica y ha sido generalizado a sistemas con más de un orbital por átomo o ion. Se puede escribir como:

{\displaystyle {\hat {H}}_{tJ}=-t\sum _{<i,j>,\sigma }(c_{i\sigma }^{\dagger }c_{j\sigma }+h.c.)+J\sum _{<ij>}({\vec {S}}_{i}\cdot {\vec {S}}_{j}-n_{i}n_{j}/4)}

En magnetoquímica se aplica a los sistemas de valencia mixta.

## Canje en la teoría del funcional de la densidad
En la teoría del funcional de la densidad, la interacción de canje, junto con la correlación electrónica, suponen un problema complejo. La base de esta teoría es un funcional que relaciona la energía del sistema con la función que describe su densidad electrónica. El problema es que el funcional exacto para las energías correspondientes a la interacción de canje y a la correlación electrónica solo se conocen para el gas de electrones. A partir de los años 90, esto se ha tratado de solucionar de diversos modos, bien incorporando una porción de la energía exacta de canje a partir de cálculos Hartree-Fock, los llamados funcionales híbridos, bien a partir de generalizaciones del gas de electrones usando el método de Montecarlo, o de la aproximación de densidad local (LDA).
Por otro lado, el éxito de la teoría del funcional de la densidad ha hecho que se hagan esfuerzos por usarla para estimar el parámetro de canje magnético en hamiltonianos modelo que describen a moléculas complicadas, como también se hace con otros métodos de química cuántica. Para esto es necesario superar algunas limitaciones inherentes a la teoría, puesto que originalmente está desarrollada para el estado fundamental, o, en otros términos, solo un determinante de Slater. Ya en 1984 Schwartz y Mohn propusieron la idea básica de forzar configuraciones concreta de los espines y calcular el canje magnético a partir de esas diferencias de energía en un contexto del hamiltoniano de Heisenberg, y desde entonces se han propuesto múltiples refinamientos y alternativas.